# Ngựa Lipizzan

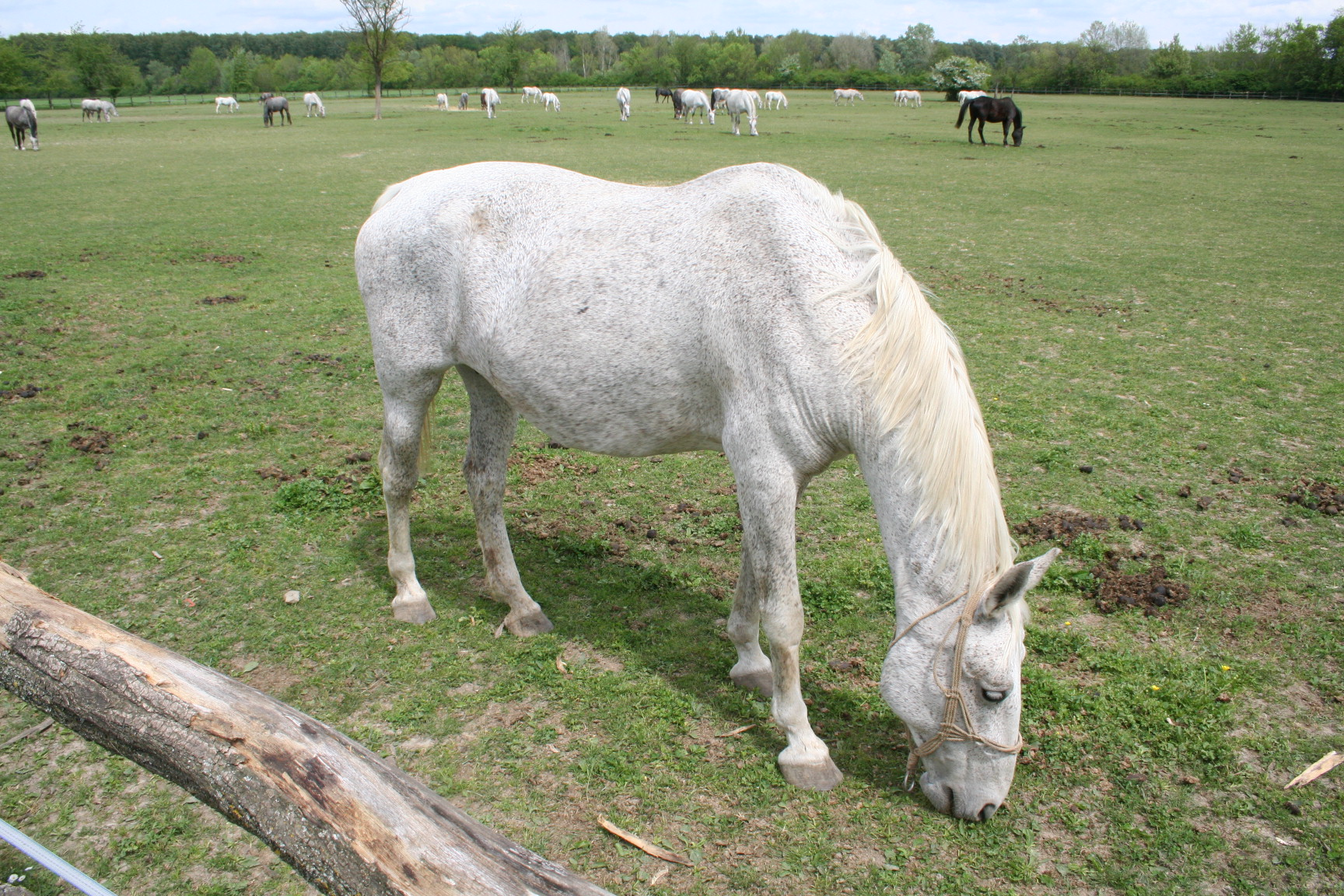
Một con ngựa Lipizzan

Ngựa Lipizzan hay ngựa Lipizzaner (tiếng Czech: Lipicán, tiếng Croatia: Lipicanac, tiếng Hungary: Lipicai, tiếng Ý: Lipizzano, tiếng Slovene: Lipicanec), là một giống ngựa liên quan chặt chẽ với Trường đào tạo cưỡi ngựa Tây Ban Nha ở Áo (Riding School of Vienna), Áo, nơi đào tạo những con ngựa biểu diễn. Những con ngựa ở Riding School Tây Ban Nha đang được đào tạo bằng cách sử dụng phương pháp truyền thống có niên đại hàng trăm năm, dựa trên các nguyên tắc của cổ điển.

## Tổng quan
Các giống ngựa Lipizzan trở lại vào thế kỷ thứ 16, khi nó được phát triển với sự hỗ trợ của giới quý tộc Habsburg. Giống ngựa này được lấy tên từ một trong những trang trại stud sớm thành lập, nằm gần làng Karst Plateau của Lipica (đánh vần "Lipizza" trong tiếng Ý), trong thời hiện đại ngày Slovenia. Loài này đã được nhiều lần bị đe dọa bởi chiến tranh càn quét châu Âu, bao gồm cả trong thời chiến tranh của Liên minh Đầu tiên, Thế chiến I và Thế chiến II. Việc giải cứu những con Lipizzan trong Thế chiến II của quân đội Mỹ đã trở nên nổi tiếng từ bộ phim Miracle của ngựa đực giống màu trắng trong Disney. Cùng với bộ phim Disney, những con ngựa Lipizzan cũng đã đóng vai chính hay vai phụ trong nhiều bộ phim, chương trình TV, sách và các phương tiện truyền thông khác.
Hôm nay, tám con ngựa được công nhận là kho chứa máu nền tảng của giống này, tất cả ngựa non giống thế kỷ 19 cuối 18 và đầu. Tất cả Lipizzan hiện đại theo dõi dòng máu của họ với tám con đực giống, và tất cả đực giống chăn nuôi đã có trong tên của đực giống nền tảng của dòng máu của chúng. Ngoài ra còn có dòng ngựa cổ điển, có thể lên đến 35 nước được công nhận bởi cơ quan đăng ký giống chó nhau. Đa số ngựa được đăng ký thông qua các tổ chức thành viên của Liên đoàn Quốc tế Lipizzan, trong đó bao gồm gần 11.000 con ngựa ở 19 quốc gia ở châu Âu. Đa số các con ngựa Lipizzan cư trú tại châu Âu, với số lượng nhỏ hơn ở châu Mỹ, châu Phi và Australia. Thông thường chúng có màu xám, Lipizzan là một giống ngựa cơ bắp mà có quá trình trưởng thành khá lâu.

## Đặc điểm
Hầu hết các con ngựa Lipizzan đo được giữa 58-62 inch (147 và 157 cm). Tuy nhiên, ngựa nuôi được gần gũi hơn với các loại ngựa kéo-ngựa ban đầu thì cao hơn, đến gần 65 inches (165 cm). Ngựa Lipizzan có một cái đầu dài, với góc cạnh hơi lồi. Hàm sâu, tai nhỏ, đôi mắt to và biểu cảm và lỗ mũi loe, có một cổ mạnh mẽ, nhưng cong và vai thấp, cơ bắp và rộng, ngực sâu rộng, mông rộng lớn và vai cơ bắp. Đuôi cao, bốn chân được cơ bắp và mạnh mẽ, với các khớp và dây chằng rộng được xác định rõ. Bàn chân có xu hướng nhỏ, nhưng rất cứng cáp. Ngựa Lipizzan có xu hướng chậm trưởng thành. Tuy nhiên, chúng sống và làm việc lâu hơn so với nhiều giống khác

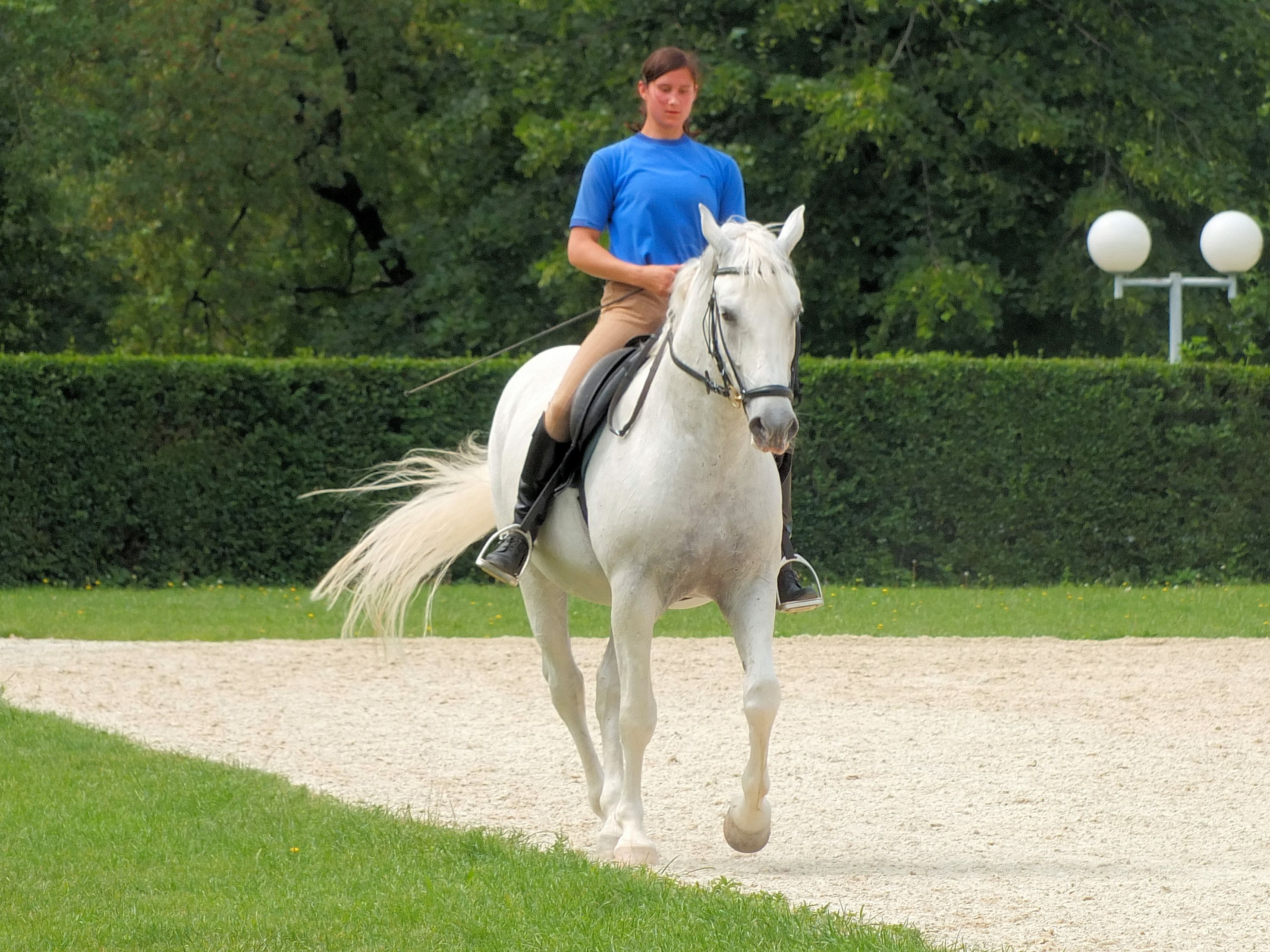

Bên cạnh những con ngựa rắn màu hiếm (thường là màu vịnh hoặc đen), hầu hết Lipizzan là có màu xám. Giống như tất cả những con ngựa xám, chúng có làn da đen, mắt đen, và ngựa trưởng thành có lớp khoác lông trắng. Cho đến thế kỷ thứ 18, ngựa Lipizzans có nhiều màu lông khác, bao gồm cả hạt dẻ, màu đen, nhiều màu sắc và sắc trắng và hồng. Tuy nhiên, màu xám là một gen trội. Màu xám là sự ưa thích của gia đình hoàng gia và như vậy màu sắc đã được nhấn mạnh trong các hoạt động chăn nuôi ngựa.

## Lịch sử
Tổ tiên của Lipizzan có thể được truy nguồn từ khoảng AD 800. Các bậc tổ tiên sớm nhất của Lipizzan nguồn từ thế kỷ thứ 7 khi ngựa Bắc Phi đã được đưa vào Tây Ban Nha bởi người Moor và lai với ngựa Tây Ban Nha bản xứ. Kết quả là con ngựa Andalusian và giống ngựa Iberian khác. Đến thế kỷ 16, khi triều Habsburgs cai trị cả Tây Ban Nha và Áo, một con ngựa mạnh mẽ nhưng nhanh nhẹn được mong muốn cho cả sử dụng quân sự và để sử dụng trong các trường học cưỡi thời trang và phát triển nhanh chóng của các giới thượng châu Âu. Vì vậy, năm 1562, Hoàng đế Habsburg Maximillian II mang con ngựa Andalusia Tây Ban Nha đến Áo và thành lập các tại stud Kladrub. Năm 1580, anh trai của mình, Thái tử Charles II, thành lập một stud tương tự tại Lipizza (nay Lipica), nằm ở hiện đại ngày Slovenia, từ đó các giống có được tên của nó. Các tên của làng bản thân xuất phát từ các lipa Slovenian từ, có nghĩa là "cây bồ đề."
Trong thời chiến Các con ngựa Lipizzans phải chịu đựng nhiều sự định vị chiến tranh trong suốt lịch sử của mình, mỗi trong số đó đã cứu giống từ tuyệt chủng. Việc đầu tiên là tháng 3 năm 1797 trong cuộc chiến tranh của Liên minh Đầu tiên, khi những con ngựa đã được sơ tán từ Lipica. Trong suốt cuộc hành trình, 16 con ngựa cái đã sinh ra ngựa con. Trong tháng 11 năm 1797, những con ngựa trở về Lipica, nhưng các chuồng là trong tình trạng đống đổ nát. Họ đã được xây dựng lại, nhưng vào năm 1805, những con ngựa đã được sơ tán một lần nữa khi Napoleon xâm chiếm Áo. Họ vẫn đi từ stud trong hai năm, trở lại 1 tháng 4 năm 1807. Những con ngựa cuối cùng trở về Lipica vào năm 1815.
Các giống Lipizzan bị một trở ngại cho người dân khi một dịch bệnh do virus tấn công vào năm 1983. ngựa Bốn mươi tám phần trăm con ngựa đã bị chết. Kể từ đó, dân số tại stud tăng. Năm 1994 đã có 100 ngựa tại stud. Trong năm 1994, tỷ lệ thụ thai thành công và ngày sinh của ngựa con tăng từ 27% đến 82% là kết quả của một trung tâm thú y mới. Năm 1996, một nghiên cứu được tài trợ bởi dự án Liên minh châu Âu đánh giá 586 ngựa Lipizzan từ tám trang trại stud ở châu Âu, với mục tiêu phát triển một "mô tả một cách khoa học dựa trên những con ngựa Lipizzan".
Một nghiên cứu của DNA ty thể (mtDNA) được thực hiện trên 212 của các loài động vật, và những nghiên cứu đã được phát hiện có chứa 37 của 39 haplotype mtDNA tiếng được biết đến ở ngựa hiện đại, có nghĩa là cho thấy một mức độ cao của sự đa dạng di truyền. Đây là những gì đã được dự kiến, như ta đã biết rằng các gia đình mare của ngựa Lipizzan bao gồm một số lượng lớn các giống khác nhau, bao gồm ngựa Ả Rập, ngựa Thuần Chủng Thoroughbreds, và các giống châu Âu khác. 